# Artur Kapp

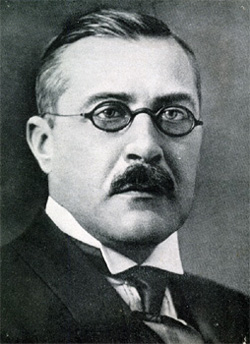
Artur Kapp (vor 1923)

Artur Kapp (* 16. Februarjul. / 28. Februar 1878greg. in Suure-Jaani; † 14. Januar 1952 ebenda) war ein estnischer Komponist.

## Leben
Artur Kapp wurde als Sohn des Schulmeisters und Publizisten Joosep Kapp (1833–1894) geboren. Den ersten Klavier- und Orgelunterricht erhielt er von seinem Vater.
Kapp studierte ab 1891 bereits als 13-Jähriger am Sankt Petersburger Konservatorium Orgel bei Louis Homilius (bis 1898) und Komposition bei Nikolai Andrejewitsch Rimski-Korsakow (bis 1900). Anschließend war er als Organist und Musiklehrer tätig.
Von 1904 bis 1920 leitete Kapp die Musikschule im russischen Astrachan. Oft besuchte er in dieser Zeit seine estnische Heimat. Nach der Revolution in Sowjetrussland und der drohenden Hungersnot ging Kapp nach Estland zurück.
Von 1920 bis 1924 war Kapp Dirigent am Estonia-Theater und Professor für Komposition an der Estnischen Musikakademie in Tallinn. 1925 wurde ihm der Titel eines Professors verliehen. Zu seinen Schülern zählten Komponisten wie Evald Aav, Riho Päts, Enn Võrk, Edgar Arro und sein Sohn Eugen Kapp.
Kapp unterrichtete in Tallinn bis 1939. Danach lebte er bis zu seinem Tod in seinem Geburtsort Suure-Jaani.

## Werke
Kapp komponierte vier Sinfonien, zwei Orgelkonzerte, eine Rhapsodie für Klavier und Orchester, ein Konzert für Klarinette und Horn, ein Streichsextett, Orgelstücke, ein Oratorium (Hiiob, 1929), Kantaten (Paradiis ja Peri, 1899), Chormusik und Lieder.
Seine Werke werden von dem Organisten und Komponisten Andres Uibo (* 1956) herausgegeben.

## Privatleben
Artur Kapp ist der Vater des estnischen Komponisten Eugen Kapp (1908–1996). Sein Neffe ist der Komponist Villem Kapp (1913–1964).